# Chapéu de cozinheiro

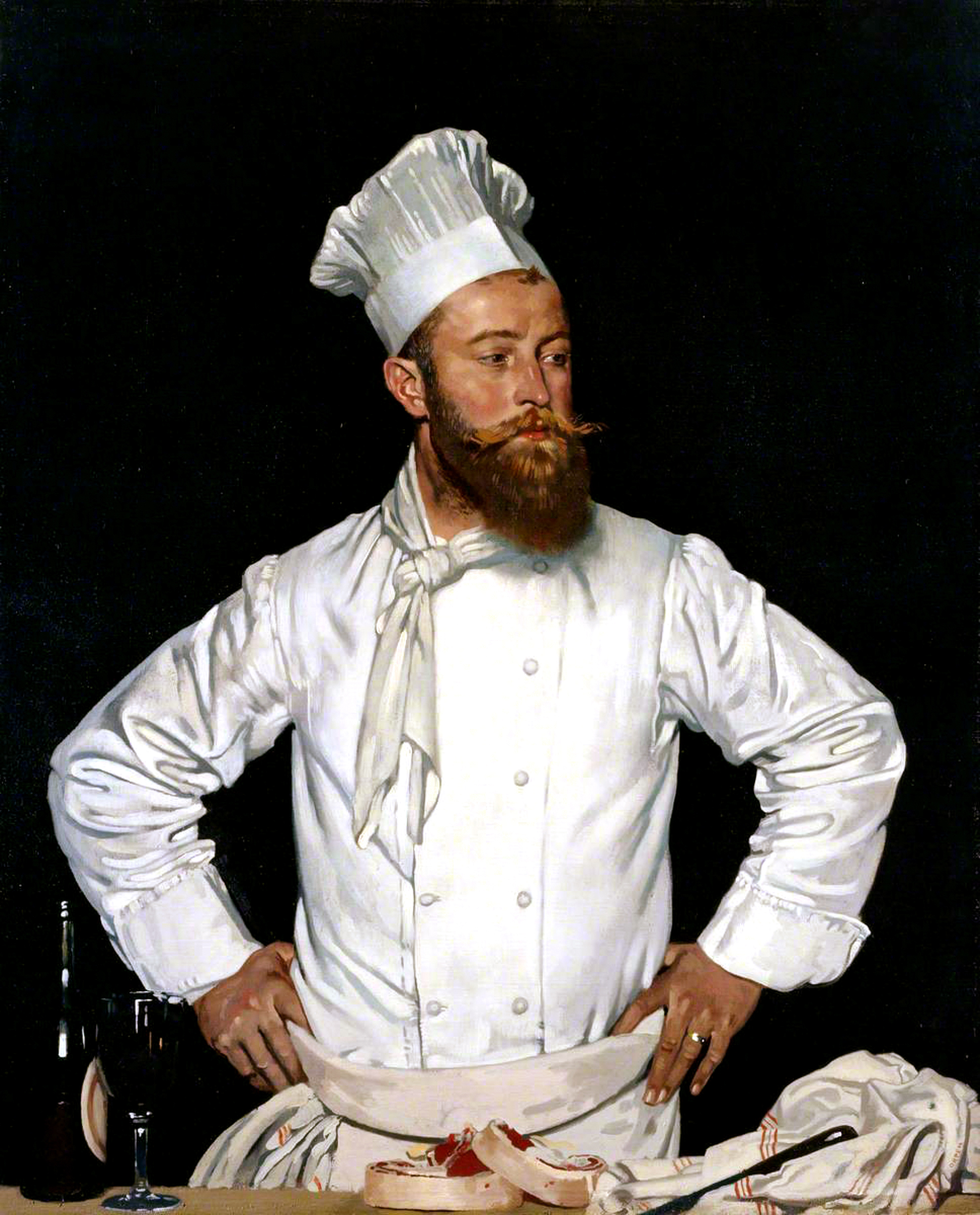
O chef do Hotel Chatham, Paris, tela de William Orpen (1921).

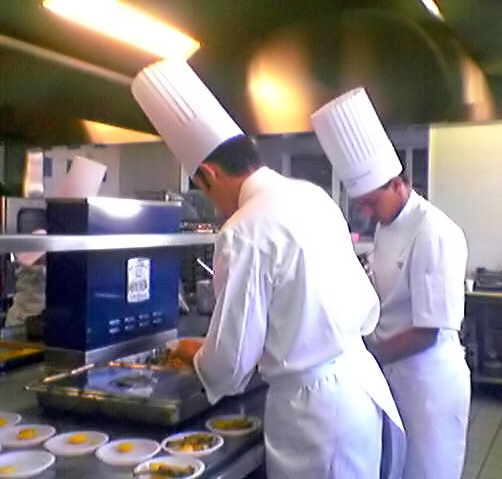
Modernos cozinheiros portando chapéus

O chapéu de cozinheiro (em francês toque blanche) surgiu na França, na Idade Média, numa época em que a função de cozinheiro era considerada tão importante que eles até recebiam o título militar de officiel de bouche (oficial da boca).
Dentro da cozinha existia uma hierarquia e as alturas variáveis dos chapéus identificavam o posto exercido por cada um, sendo que o chef usava sempre o chapéu mais alto enquanto os auxiliares mais simples vestiam apenas um boné.